# Clovia pulchra
Clovia pulchra är en insektsart som beskrevs av Schmidt 1922. Clovia pulchra ingår i släktet Clovia och familjen spottstritar. Inga underarter finns listade i Catalogue of Life.